# Cambiador de juego (película)
Game Changer es una película india de suspenso y acción política en idioma telugu dirigida por S. Shankar y producida por Sri Venkateswara Creations. La película está protagonizada por Ram Charan en papeles triples, liderando un reparto que incluye a Kiara Advani, Anjali, S. J. Suryah, Jayaram, Sunil, Srikanth, Samuthirakani y Nassar.
La película se anunció oficialmente en febrero de 2021 con el título provisional RC15, ya que es la decimoquinta película de Charan como actor principal, y el título oficial se anunció en marzo de 2023. La fotografía principal comenzó en octubre de 2021 y actualmente se realiza de forma esporádica en varias etapas. Los lugares de rodaje incluyen Hyderabad, Nueva Zelanda, Andhra Pradesh, Mumbai y Chandigarh. La película tiene música compuesta por Thaman S, cinematografía a cargo de Tirru y edición de Shameer Muhammed.

## Elenco
- Ram Charan
- Kiara Advani
- Anjali
- S.J.Suryah
- Jayaram
- Sunil
- Srikanth
- Samuthirakani
- Nassar
- Subhalekha Sudhakar
- Naveen Chandra
- Rajeev Kanakala
- Ajay Raj
- Vaibhav Reddy

## Producción

### Desarrollo
A principios de febrero de 2021, se informó que S. Shankar había conocido a Ram Charan y le había narrado el guion de una película de drama histórico que lo impresionó. Se informó que el proyecto se filmaría simultáneamente en los idiomas tamil y telugu, y se anunció el día de San Valentín de ese año.  Unos días después, Charan a través de sus páginas de redes sociales confirmó la colaboración entre él y Shankar.   El proyecto fue financiado por Dil Raju y Sri Venkateswara Creations de Sirish, en su primera colaboración con Shankar y Charan. La empresa hizo un anuncio público el 12 de febrero, confirmando el proyecto, bajo el título provisional RC15 y SVC50 .  El título oficial de la película, Game Changer, se anunció el 27 de marzo de 2023, con motivo del cumpleaños de Charan.  Shankar dio un costo estimado de ₹de rupias  para la producción de la película. Posteriormente, a petición del productor, se informó que el presupuesto se redujo a ₹rupias  . Con Indian 2 reiniciando la producción nuevamente, el rodaje de Game Changer se volvió problemático y, según se informa, el presupuesto se incrementó a ₹ 450 millones de rupias , para terminar todos los horarios de la película. 

### Preproducción
El director Karthik Subbaraj escribió la historia original de la película y Shankar escribió el guion.  Sai Madhav Burra contribuyó a los diálogos. 
Tirru firmó como director de fotografía, lo que marcó su primera colaboración con Shankar.  El equipo técnico restante de la película estuvo formado por el editor Shameer Muhammed,  el dúo de coreógrafos de acción Anbariv y el director de arte Avinash Kolla .  Thaman S componería la música en su primera colaboración con Shankar como director musical.  Los coreógrafos de danza de la película incluyen a Jani Master, Prem Rakshith, Prabhu Deva, Bosco Martis, Ganesh Acharya y Sandy Master .  

### Casting
Según se informa, Charan desempeña un doble papel como padre e hijo.  En julio de 2021 se anunció que Kiara Advani fue contratada para ser la actriz principal, lo que marca su segunda colaboración con Charan después de Vinaya Vidheya Rama .   Anjali fue elegida para un papel fundamental, mientras que se confirmó que Sunil, Srikanth, Jayaram y Naveen Chandra serían parte de la película.  En febrero de 2022, se le acercó a SJ Suryah para un papel y luego se confirmó que sería parte de la película en septiembre de 2022.  

### Rodaje
La película se estrenó formalmente con un muhurat filmado el 8 de septiembre de 2021 en Annapurna Studios en Hyderabad con una ceremonia tradicional de pooja a la que asistieron Ranveer Singh, Chiranjeevi y SS Rajamouli .  
La fotografía principal comenzó el 22 de octubre de 2021 y el primer cronograma se completó en la primera semana de noviembre. El rodaje tuvo lugar en Maharashtra en Pune, Satara y Phaltan .  Más tarde ese mes, se filmó una canción durante 10 días, en un set especialmente construido en Ramoji Film City . La canción, que también contó con bailarines internacionales, fue coreografiada por Jani Master .  El Times of India informó que casi ₹rupias  se gastó en la canción.  Durante el programa, el equipo también filmó una secuencia de acción de 7 minutos a un costo reportado de ₹rupias  . Anbariv y otros fueron contratados para diseñar estas secuencias de acción en la película. 
El tercer calendario de la película comenzó en febrero de 2022.  El rodaje, previsto para unos 20 días, tendrá lugar en Andhra Pradesh, en Rajahmundry, Kakinada, Kovvur y otros lugares cercanos de los distritos de West Godavari y East Godavari .   Más tarde, ese mismo mes, se informó que el rodaje de Indian 2, también dirigida por Shankar, cuya producción estuvo detenida durante dos años y medio,  se llevaría a cabo después de finalizar el rodaje de la película.  Charan se tomó un descanso del rodaje para participar en las celebraciones del éxito de RRR y volvió al rodaje en abril. Charan y Advani comenzaron un programa de 20 días en Amritsar en abril para filmar sus partes universitarias.   Por razones no reveladas, R. Rathnavelu se unió a la unidad en Amritsar para completar las partes restantes en lugar de Tirru.  En mayo, el equipo filmó un programa en Visakhapatnam . 
En julio de 2022, se completó el 60% del rodaje y Shankar tenía la intención de finalizar el rodaje en diciembre. A principios de ese mismo mes, se rodó en Punjab y Hyderabad una canción multitudinaria en la que participaron unos 1.000 bailarines. Después del rodaje de la canción, se planeó una secuencia de acción en la que participarían 1.200 luchadores.   En agosto, Shankar confirmó que filmaría Game Changer e Indian 2 simultáneamente.  Estaba previsto que el rodaje se reanudara a principios de septiembre en Hyderabad y Visakhapatnam.  En noviembre de 2022, se filmaron 10 días de una programación en Nueva Zelanda, donde el equipo representó una canción costosa en múltiples lugares exóticos del país. 
En febrero de 2023, el rodaje se reanudó con algunas escenas filmadas en el Instituto Gandhi de Tecnología y Gestión, Visakhapatnam, seguidas de Simhachalam y Charminar .   Durante el rodaje en la universidad se filtraron en Internet algunas imágenes de escenas del set.  En marzo de 2023, se filmó una canción en la que participaron 100 bailarines, coreografiada por Prabhu Deva .  En abril de 2023, Shankar reveló que pronto filmaría las escenas culminantes.  El 26 de abril de 2023, comenzó el rodaje de las escenas culminantes bajo la supervisión de Anbariv, en un set especial en Shamshabad, Hyderabad.  Charan filmó escenas de combate de alto nivel con 1200 combatientes para las mismas.  El 9 de mayo finalizó el rodaje del clímax.  En julio, se terminó una secuencia de acción coreografiada por Peter Hein en Hyderabad.  El calendario de Mysore comenzó el 23 de noviembre  y finalizó a principios de diciembre.  A finales de diciembre, concluyó una breve agenda en Hyderabad, con Srikanth, Samuthirakani, SJ Suryah y otros. 

## Música
La banda sonora y la música de la película están compuestas por Thaman S, en su tercera colaboración con Charan después de Naayak (2013) y <i id="mwAQQ">Bruce Lee: The Fighter</i> (2015). También es la primera colaboración musical, junto con su segunda colaboración general, con Shankar, después de debutar como actor en <i id="mwAQc">Boys</i> (2003).  También marca la cuarta vez que Shankar trabaja con otro compositor musical además de su colaborador habitual, AR Rahman . Thaman compuso y grabó una canción introductoria del 14 al 15 de julio de 2021 en Hyderabad, con la ayuda de 135 músicos.  Los derechos de audio de la película fueron adquiridos por Saregama . 
La canción "Jaragandi" se filtró en línea en septiembre de 2023 y, según se informa, se hizo con un presupuesto de ₹ 15 millones de rupias.  Más tarde, los creadores anunciaron la canción como el primer sencillo y su lanzamiento en Diwali 2023.  Sin embargo, la respuesta muy negativa del público llevó a Thaman a cambiar de cantante, retrasando indefinidamente el lanzamiento oficial de la canción.   Se lanzó el 27 de marzo de 2024, con motivo del 39 cumpleaños de Charan. 

| N.º | Título      | Singer(s) | Duración |  |
| 18. | «Jaragandi» |           |          |  |

## Estreno

### Versión cine
En enero de 2022, Dil Raju expresó sus intenciones de estrenar la película en enero de 2023 para coincidir con Sankranthi .  Sin embargo, se informa que la película se retrasó hasta abril de 2024 para adaptarse a la producción en idioma tamil de Raju, Varisu, y también debido a retrasos en la producción.  La película se estrenará en telugu junto con versiones dobladas al tamil e hindi .  Según los informes , Zee Studios compró los derechos de distribución de la película por ₹ 350 millones de rupias. 

### Versión casa
Los derechos de distribución digital de la película fueron adquiridos por Amazon Prime Video y los derechos satelitales fueron adquiridos por Zee Telugu . 